# Municipio di Schöneberg
Il municipio di Schöneberg (in tedesco Rathaus Schöneberg) fu costruito dal 1911 al 1914 come municipio dell'allora città di Schöneberg (oggi quartiere di Berlino) dagli architetti Peter Jürgensen e Jürgen Bachmann. È posto sotto tutela monumentale (Denkmalschutz).
Nel 1920, con la creazione della "Grande Berlino", il Rathaus fu adibito a sede dell'amministrazione del distretto di Schöneberg. Le autorità naziste nel 1938 fecero realizzare negli interni una serie di murali a tema bellico di Franz Eichhorst. Durante la seconda guerra mondiale l'edificio venne danneggiato gravemente dai bombardamenti alleati e durante la battaglia di Berlino.
Dal 1948 al 1990 ospitò anche la sede del Sindaco e del governo cittadino di Berlino Ovest, poiché lo storico municipio cittadino, il Rotes Rathaus, si trovava nel settore sovietico (ed infatti fu la sede del governo dell'altra Berlino). Fu nella piazza antistante (attuale Kennedyplatz) che John Kennedy pronunciò il suo famoso discorso "Ich bin ein Berliner".
Il Rathaus è tornato ad ospitare, dal 2001, l'amministrazione del settimo distretto di Berlino, Tempelhof-Schöneberg.